# Кавейра
Кавейра (порт. Caveira) — район (фрегезия) в Португалии, входит в округ Азорские острова. Расположен на острове Флореш. Является составной частью муниципалитета Санта-Круш-даш-Флореш. Население составляет 78 человек на 2001 год. Занимает площадь 3,29 км².
Покровителем района считается Бендиташ-Алмаш (порт. Benditas Almas).

## История
Район основан в 1823 году.